# Церковь Георгия Победоносца (Капустино)
Церковь Георгия Победоносца — приходской храм Подольской епархии Русской православной церкви в деревне Капустино Чеховского района, Московской области построенный в 1889 году. Здание храма является объектом культурного наследия и находится под охраной государства. В настоящее время храм действует.

## История храма
Село Капустино упоминается в писцовых книгах от 1598 года.  По легенде в конце XV — начале XVI веков, здесь среди огородов, в капусте, была явлена чудотворная икона святого великомученика Георгия Победоносца. Икону передали в храм соседнего села, но через небольшой промежуток времени она вновь оказалась на прежнем месте. Явление это повторялось, пока владелец этого места не возвёл храм во имя святого великомученика Георгия. С тех пор населённый пункт стал наименоваться "Егорием в Капустине".
18 марта 1774 года по прошению прихожан была выпущена храмозданная грамота, которая разрешала начать строительство новой храма взамен обветшалого деревянного. В 1775 году храм был выстроен.
К середине XIX века и это здание пришло в негодность. В 1857 году было запрошено благословение на строительство нового каменного однопрестольного храма во имя святого Великомученика Георгия.
Проект каменного храма был создан архитектором Николаем Павловичем Милюковым. Разрешение было получено в 1879 году, но строительство проходило медленно из-за недостатка денежных средств. Благотворитель Диомид Митрофанович Хутарев пожертвовал значительные средства на возведение стен и отделку храма.
В 1887 году состоялось освящение приделов храма, а в 1889 году был освящён и главный храм. Росписью занимался московский художник Дмитрий Алексеевич Кулыгин на средства Стефана Егоровича Кочеткова. На освящение был приглашён архимандрит Серпуховского монастыря Иннокентий. В храме стали проходить богослужения, прихожане постоянно помогали храму. 
В 1939 году храма был разорён и превращён в помещение для складирования зерна и сельскохозяйственных запчастей. Кресты и купола были сбиты, штукатурка снаружи и изнутри срублена, а вместе с ней и уничтожена вся роспись. Иконостасы и иконы были спасены и перевезены в соседний храм святой Троицы в селе Ваулово. В те годы в храме служил священник Михаил, который был осуждён на 5 лет тюрьмы, а после долгих допросов приговорён к расстрелу.

## Современное состояние храма
В конце 1990-х годов здание было возвращено Русской православной церкви. Начались реставрационно-восстановительные работы. 7 июля 1999 года в восстанавливаемом храме был отслужен первый молебен, а 2 августа того же года совершена первая божественная  литургия. Храм начал снова принимать свой прежний вид. 5 апреля 2009 года состоялось освящение малой гаммы колоколов храма.
Георгиевский храм является памятником архитектуры регионального значения на основании постановления Правительства Московской области "Об утверждении списка памятников истории и культуры" № 84/9 от 15.03.2002 года.